# 宮城県道43号矢本河南線
宮城県道43号矢本河南線（みやぎけんどう43ごう やもとかなんせん）は、宮城県東松島市と石巻市を結ぶ県道（主要地方道）である。

## 概要
宮城県東松島市（旧矢本町）の国道45号から、途中三陸沿岸道路矢本インターチェンジと接続し、石巻市（旧河南町）広渕の国道108号とを結ぶ。
石巻市内の区間（河南鳴瀬線との重用区間）は、かつての東浜街道に相当する。
東松島市内の区間では、旧矢本町の町の花であったサルビアがキロメートル単位で植樹され美しい景観を形づくっており、ゴミのポイ捨ての抑制などといった道路美化意識の向上にも効果が現れているという。

### 路線データ
- 実延長 7284.9 m[2]
- 起点 東松島市矢本
- 終点 石巻市広渕

## 歴史
- 1982年（昭和57年）4月1日 - 県道大塩矢本線の一部、河南小野停車場線の一部及び河南鳴瀬線の一部が、「矢本河南線」として建設省（現・国土交通省）から初めて主要地方道の指定を受ける。[3]
- 1983年（昭和58年）1月11日 - 宮城県が主要地方道64号として「矢本河南線」を路線認定[4]。同時に一般県道154号河南小野停車場線、155号大塩矢本線[注釈 1]を路線廃止[5]。
- 1993年（平成5年）
  - 5月11日 - 建設省から、県道矢本河南線が矢本河南線として主要地方道に指定される[6]。
  - 10月19日 - 県道番号が決定[7]され、従前の主要地方道64号から、県道43号に変更される。（12月1日より施行）
- 2005年（平成17年）9月13日 - 矢本アンダーパス開通[8]。これに伴い起点が移動し路線延長が少し延びる。[要出典]
- 2021年（令和3年）12月3日 - 石巻市内の定川に架かる「青木橋」が架け替えられる。[9]

## 地理

### 通過する自治体
- 東松島市
- 石巻市

### 交差する道路
- 国道45号（起点）
- 宮城県道247号石巻工業港矢本線（東松島市矢本中田）
- 三陸沿岸道路矢本インターチェンジ（東松島市小松）
- 川南広域農道（東松島市小松）
- 宮城県道16号石巻鹿島台大衡線（東松島市大塩）
- 宮城県道204号河南鳴瀬線（石巻市広渕）
- 国道108号（終点）

### 沿線の施設など
- JR仙石線　矢本駅
- 東松島消防署
- 東松島市立矢本西小学校
- イオンタウン矢本

### 交通量[10]
令和３年度

#### 24時間交通量
- 東松島市小松字上浮足 - 11,116台

#### 12時間交通量
- 東松島市小松字上浮足 - 9,239台
- 矢本インターチェンジ入口 - 8,034台（推計値）
- 石巻市広渕須藤屋敷 - 4,584台